# Букело
Букело (нід. Boekelo, нід. вимова: [ˈbukəloː]) — село в нідерландській провінції Оверейсел. Входить до муніципалітету Енсхеде.
Його площа становить 1,68 км², а населення станом на 2021 рік складало 2 595 осіб.